# Lijst van rijksmonumenten in Hoogblokland
De plaats Hoogblokland telt 8 inschrijvingen in het rijksmonumentenregister. Hieronder een overzicht.
| Object | Oorspronkelijke functie? | Bouwjaar          | Architect        | Locatie      | Coördinaten?                  | Nr.?   | Afbeelding        |
| --- | ------------------------ | ----------------- | ---------------- | ------------ | ----------------------------- | ------ | ----------------- |
| Gedeelte van een boerderij met goed bewaard woonhuis. Vensters met luiken en zesruitsramen. Vormt een geheel met het buurnummer 44 | Boerderij                |                   |                  | Dorpsweg 41  | 51° 52' 30" NB, 4° 58' 18" OL | 22232  | Meer afbeeldingen |
| Gedeelte van een boerderij met goed bewaard woonhuis onder rieten wolfdak. De afgeknotte puntgevel bezit vlechtingen en vensters met luiken en negen- en zesruitsramen. Links een uitbouw met puntgevel en rieten zadeldak. Vormt met het buurnummer 41 een geheel | Boerderij                | mogelijk 17e eeuw |                  | Dorpsweg 44  | 51° 52' 30" NB, 4° 58' 18" OL | 22233  | Meer afbeeldingen |
| Boerderij onder rieten wolfdak, dat zowel het woonhuis als de stal, die baanderdeuren onder rieten zadeldakje met houten puntgevel in de zijmuur heeft, overdekt. Aan de voorzijde afgeknotte puntgevel met vlechtingen en vensters met geblokte ontlastingsbogen, luiken en kleine roedenverdeling in de ramen. In de zijgevel van het woonhuis een venster met middenstijl | Boerderij                | 17e eeuw          |                  | Dorpsweg 55  | 51° 52' 29" NB, 4° 58' 21" OL | 22234  | Meer afbeeldingen |
| Boerderij onder rieten wolfdak en met gepleisterde voorgevel, waarin vensters met luiken en ramen met goede roedeverdeling. De rechter zijgevel van het woonhuis is verminkt door een moderne uitbouw | Boerderij                | mogelijk 18e eeuw |                  | Dorpsweg 71  | 51° 52' 28" NB, 4° 58' 26" OL | 22235  | Meer afbeeldingen |
| Dorpskerk met deels uit de voorgaande kerk afkomstige, en deels uit de bouwtijd stammende interieur-onderdelen | Kerk en kerkonderdeel    | 1880-1881         | A. van der Haven | Dorpsweg 80A | 51° 52' 26" NB, 4° 58' 29" OL | 366791 | Meer afbeeldingen |
| Terrein waarin sporen van bewoning | Archeologisch monument   | Neolithicum       |                  |              | 51° 53' 33" NB, 4° 59' 4" OL  | 47113  | Upload foto       |
| Terrein waarin sporen van bewoning | Archeologisch monument   | Neolithicum       |                  |              | 51° 53' 5" NB, 4° 59' 6" OL   | 47114  | Upload foto       |
| Boerderij met schuur gebouwd in Traditioneel Ambachtelijke stijl | Boerderij                | midden 19e eeuw   |                  | Bazeldijk 69 | 51° 53' 52" NB, 4° 59' 43" OL | 515494 | Meer afbeeldingen |